# Gerold Nager
Gerold Nager (* 19. Februar 1823 in Andermatt; † 26. Oktober 1898 ebenda, katholisch, heimatberechtigt in Andermatt) war ein Schweizer Politiker.

## Biografie
Gerold Nager kam am 19. Februar 1823 in Andermatt als Sohn des Talammanns Adelbert Nager zur Welt. Gerold Nager amtierte zunächst von 1861 bis 1866 sowie von 1874 bis 1876 als Talammann der Talschaft Ursern. Danach gehörte er auf Gemeindeebene von 1882 bis 1888 dem Gemeinderat von Andermatt, den er 1888 präsidierte, an. Daneben war Nager auf kantonaler Ebene zwischen 1856 und 1864 im Regierungsrat des Kantons Uri vertreten.
Gerold Nager, der zurückgezogen lebte und leidenschaftlich Bücher und Bilder sammelte, war für seine bescheidene Lebensweise bekannt und als grosser Wohltäter für Kirche und Arme bei der Bevölkerung beliebt. Nager vermachte sämtlichen Kirchen des Tales wertvolle Geschenke.
Der unverheiratet gebliebene Gerold Nager verstarb am 26. Oktober 1898 in seinem 76. Lebensjahr in Andermatt.